# Waldeser (Adelsgeschlecht)
Die Herren von Waldeser waren eine anhaltinische Ministerialenfamilie des hohen und späten Mittelalters.
Stammsitz der Familie war die Burg Waldeser in der Nähe der Stadt Dessau, welche 1212 erstmals urkundlich erwähnt wurde. Ein Mitglied der Familie (hier unzutreffend als "Graf" tituliert), sowie seine Tochter Adelheid, werden in der Sage „Die irrende Jungfrau im Waldersee“ erwähnt. Wie weit die Besitzungen der Ritter von Waldeser, welche diese als Lehen von den Askaniern erhalten hatten, reichten, ist nicht bekannt. Anfang des 15. Jahrhunderts ist das Adelsgeschlecht erloschen, war jedoch schon länger nicht mehr im Besitz des Stammsitzes. Eine Angehörige der Familie von Waldeser war mit Otto von Schlichting, aus dem Ministerialgeschlecht der von Schlichting, das im 12. Jahrhundert die Burg Roßlau errichtete, verheiratet. Dieser erklärte die Auflassung aller empfangenen Lehen gegenüber seinen Herren, den Fürsten von Anhalt. Damit fielen die Besitzungen des Geschlechts an die Fürsten von Anhalt zurück.
Der Titel der Herren bzw. Freiherren von Waldeser und Radegast wurde 1671 nochmals wiederbelebt, als ihn Fürst Georg Aribert von Anhalt-Dessau an seine aus morganitischer Ehe stammenden Kinder verlieh. Das daraus hervorgegangene Geschlecht starb jedoch bereits 1677 mit dem Tod des Grafen Christian Ariberts aus.
Am 15. Oktober 1786 wurde der illegitime Sohn Franz von Herzog Leopold III. Friedrich Franz in den preußischen Adelsstand erhoben und erhielt, in Anlehnung an das alte Adelsgeschlecht, den Titel Graf von Waldersee.
Das Wappen derer von Waldeser bestand aus sechs Feldern in rot und gelb, sechs Fahnen, sowie drei Büscheln und Wedeln. Es wurde in abgewandelter Form mit vier Feldern von Fürst Joachim Ernst in das Wappen der Fürsten von Anhalt integriert.

## Familienmitglieder
- Johann von Waldeser, Komtur des Deutschen Ordens[8]
  - Dietrich von Waldeser
  - Heinrich von Waldeser[9]
- Conrad von Waldeser[10]
- Hermann von Waldeser[4]